# Długopole Zdrój (gmina)

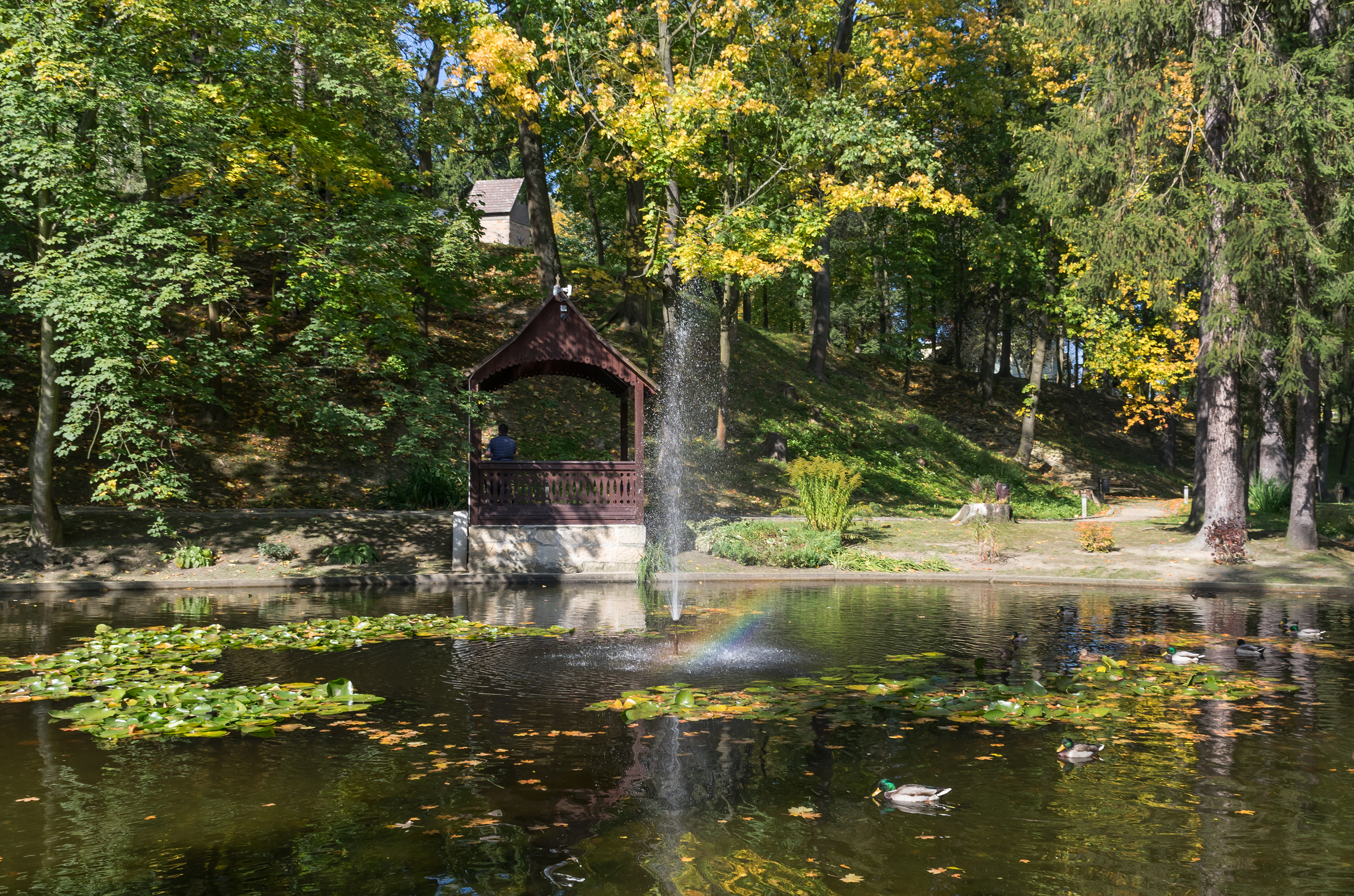
Park Zdrojowy w Długopolu Zdroju

Długopole Zdrój – dawna gmina wiejska istniejąca w latach 1945–1954 w woj. wrocławskim (dzisiejsze woj. dolnośląskie). Siedzibą władz gminy było Długopole Zdrój (obecna pisownia Długopole-Zdrój).
Gmina Długopole Zdrój powstała po II wojnie światowej na terenie tzw. Ziem Odzyskanych (tzw. II okręg administracyjny – Dolny Śląsk). 28 czerwca 1946 gmina – jako jednostka administracyjna powiatu bystrzyckiego – weszła w skład nowo utworzonego woj. wrocławskiego.
Według stanu z 1 lipca 1952 gmina składała się z 6 gromad: Długopole Zdrój, Poniatów, Ponikwa, Poręba, Rudawa i Wyszki. Gmina została zniesiona 29 września 1954 wraz z reformą wprowadzającą gromady w miejsce gmin. Jednostki nie przywrócono 1 stycznia 1973 wraz z kolejną reformą reaktywującą gminy.